# Living in the Material World
Living in the Material World è il quarto album da solista di George Harrison, pubblicato nel 1973.
L'album venne certificato disco d'oro negli Stati Uniti dalla RIAA due giorni dopo la sua pubblicazione, salendo in vetta alla classifica e producendo il singolo di successo Give Me Love (Give Me Peace on Earth). Il disco raggiunse la prima posizione in classifica anche in Canada e Australia, la seconda in Gran Bretagna, e la quarta in Italia.
Tratta tematiche religiose e spirituali con testi che riflettono il tormento interiore di Harrison diviso tra ricerca dell'illuminazione spirituale e status di ricca rockstar. Molti critici hanno individuato nell'opera le migliori prove canore e le parti di chitarra più raffinate di tutta la carriera dell'ex-Beatle. In contrasto con All Things Must Pass, Harrison scelse una produzione più misurata per l'album, e ridusse il contributo musicale a un ristretto gruppo di musicisti comprendenti Nicky Hopkins, Gary Wright, Klaus Voormann e Jim Keltner. Ringo Starr, John Barham e il musicista classico indiano Zakir Hussain furono tra gli altri contributori.

## Storia
Dopo l'enorme successo dei suoi due precedenti progetti (All Things Must Pass e The Concert for Bangladesh), George Harrison trascorse il 1972 tra il meritato riposo e la convalescenza dopo un incidente automobilistico. Per questo motivo l'atteso nuovo album dell'ex Beatle uscì solo nell'estate del 1973. In realtà tra i motivi di questo ritardo era da aggiungere la mancanza di nuovo materiale: col monumentale triplo All Things Must Pass, Harrison aveva esaurito in un colpo solo le riserve accumulate durante la militanza nei Beatles.
Harrison si affidò a uno stuolo di collaboratori ben noti: Ringo Starr, Jim Keltner, Nicky Hopkins, Gary Wright e Klaus Voormann. Nelle previsioni l'album doveva essere prodotto da Phil Spector; in realtà, a causa delle precarie condizioni psicofisiche del noto produttore, Harrison si ritrovò a produrre da solo l'intero album. Fa eccezione Try Some Buy Some, per la quale Harrison usò la base registrata nel 1971 per Ronnie Spector e prodotta da Phil Spector.
I progetti umanitari caritatevoli di George Harrison del periodo 1971–72 in favore della nuova nazione del Bangladesh gli avevano fatto guadagnare una reputazione di "eroe internazionale", ma lo avevano anche lasciato esausto e frustrato nei suoi sforzi per assicurarsi che i fondi raccolti andassero a finire veramente ai bisognosi. Invece di pubblicare subito un seguito dell'acclamato All Things Must Pass per sfruttare la scia della fortuna commerciale che l'opera aveva riscosso, Harrison mise in pausa la sua carriera solista per oltre un anno dopo i due concerti per il Bangladesh, svoltisi al Madison Square Garden di New York nell'agosto 1971. Nel corso di un'intervista concessa alla rivista Disc and Music Echo nel dicembre dello stesso anno, il pianista Nicky Hopkins raccontò di aver appena preso parte a una sessione in studio a New York per il singolo Happy Xmas (War Is Over) di John Lennon, dove Harrison aveva suonato per loro "circa due o tre ore" di nuove canzoni, aggiungendo: "Erano veramente incredibili!" Hopkins suggerì che la lavorazione del prossimo album di Harrison sarebbe potuta iniziare a gennaio o febbraio nel suo nuovo studio di registrazione casalingo a Friar Park, ma qualsiasi progetto venne rimandato a causa della raccolta fondi a favore del Bangladesh. Tra le attività più pressanti che tennero impegnato Harrison dal settembre 1971 fino alla fine del 1972, ci furono le difficoltose negoziazioni con la Capitol Records per l'album The Concert for Bangladesh, vari problemi tecnici con il film tratto dai concerti, e le molte riunioni d'affari e con gli avvocati sia negli Stati Uniti sia in Gran Bretagna. Inoltre, negli ultimi mesi del 1971 egli produsse alcuni singoli di Ringo Starr e Lon & Derrek Van Eaton, ed aiutò a trovare i finanziamenti per un documentario su Ravi Shankar, per poi passare, nell'agosto 1972, a produrre Cilla Black quando questa incise la sua composizione When Every Song Is Sung.
In tutto questo periodo, la devozione di Harrison verso la spiritualità induista e in particolare l'Associazione internazionale per la coscienza di Krishna, attraverso la sua amicizia con A.C. Bhaktivedanta Swami Prabhupada – raggiunse l'apice. Anche se, come ammise lo stesso Harrison, la sua aderenza alla dottrina spirituale non era impeccabile all'epoca. Egli infatti aveva frequenti relazioni sessuali extraconiugali, tradendo di nascosto la moglie Pattie Boyd, e continuava a fare uso di droga (principalmente cocaina). Questa sua dualità fu notata da parenti e amici all'epoca. Se da un lato Harrison era capace di passare giorni interi immerso nella lettura dei testi sacri induisti, dall'altro prendeva parte a selvagge sessioni in studio a Londra, divertendosi con alcol, sesso e droghe, come in occasione di quelle per l'album solista di debutto di Bobby Keys.
Nell'agosto 1972, quando anche il film documentario tratto dal The Concert for Bangladesh era stato ultimato e distribuito nei cinema, Harrison parte da solo in auto per un viaggio di vacanza in giro per l'Europa, durante il quale raccontò in seguito di avere recitato il mantra Hare Kṛṣṇa nonstop per un giorno intero. Secondo l'accademico religioso Joshua Greene, un devoto Hare Krishna, questo viaggio fu la preparazione spirituale di Harrison per la registrazione dell'album Living in the Material World.

## Contenuti
Piuttosto che rivisitare le composizioni lasciate fuori da All Things Must Pass o provate durante le sessioni per l'album in questione, Harrison scrisse i brani contenuti in Living in the Material World nel periodo 1971-72, con l'eccezione di Try Some, Buy Some, da lui composto nel 1970 ed inciso per Ronnie Spector nel febbraio 1971. I brani riflettono la sua devozione spirituale, come nel caso di The Lord Loves the One (That Loves the Lord), Living in the Material World, Give Me Love (Give Me Peace on Earth) e Try Some, Buy Some – ma anche i suoi sentimenti in merito al periodo pre e post concerto di beneficenza per il Bangladesh, in canzoni quali Miss O'Dell (non inclusa nell'album ma pubblicata come B-side di Give Me Love) e The Day the World Gets 'Round.

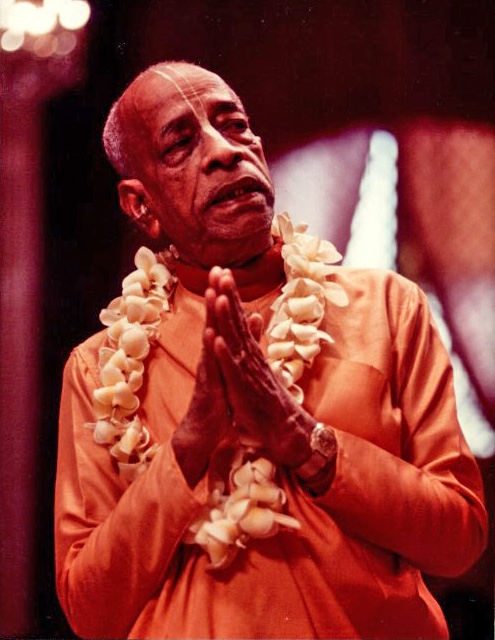
A.C. Bhaktivedanta Swami Prabhupada, i cui insegnamenti influenzarono alcune delle canzoni di Harrison presenti nell'album

Sia The Lord Loves the One sia la title track dell'album furono ispirate direttamente dagli insegnamenti del maestro spirituale Prabhupada. L'accademico religioso Joshua Greene fece notare l'adattamento da parte di Harrison di un passaggio della Bhagavadgītā nei testi di Living in the Material World ed aggiunse: "Alcune delle canzoni distillano concetti spirituali in frasi così eleganti da ricordare sūtra vedici: brevi codici che contengono interi volumi di significati." In Give Me Love, Harrison fonde lo stile indù bhajan (o canzone devozionale) con la musica gospel occidentale, ripetendo la formula del suo successo internazionale My Sweet Lord. Nella sua autobiografia del 1980, I Me Mine, egli descrisse la canzone "una preghiera e una dichiarazione personale tra me, il Signore, e a chiunque interessi".
Mentre i canti devozionali a Kṛṣṇa presenti in All Things Must Pass erano stati edificanti celebrazioni di fede, le sue ultime composizioni tradiscono una qualità più austera, in parte risultato dell'esperienza del concerto per il Bangladesh. Il suo arrangiatore musicale, John Barham, avrebbe successivamente suggerito che una "crisi spirituale" possa esserne stata la causa; mentre altri osservatori hanno indicato invece il fallimento del matrimonio di Harrison con Pattie Boyd, che stava andando a rotoli all'epoca, come probabile causa del tono più cupo del disco.
Sin dal principio, l'adesione di Harrison alle tematiche spirituali non fu sempre costante, dedito com'era a stili di vita contrastanti: Chris O'Dell, amico di Harrison e Boyd, raccontò in più di un'occasione quanto fosse difficile sapere se il musicista "metteva le mani nell'onnipresente borsa delle orazioni o in quella della cocaina". Vari biografi riportano la medesima dualità: da un lato, Harrison tradiva regolarmente la moglie in diverse avventure extraconiugali, mentre dall'altro lato, partecipava a sessioni di amici e conoscenti per favorirne la carriera, come nel caso del primo lavoro da solista di Bobby Keys, o della produzione della canzone di Harry Nilsson You're Breakin' My Heart, durante la prima metà del 1972. Nel medesimo periodo, a George venne ritirata per la seconda volta la patente per avere condotto la sua Mercedes-Benz a 145 km orari ed esser rimasto coinvolto in un incidente in una rotonda, nel quale sua moglie Pattie si procurò le lesioni più gravi.
Le tematiche di altre canzoni trattano degli strascichi della separazione dei The Beatles, in diretto riferimento alla storia della band – come nel caso di Living in the Material World e Sue Me, Sue You Blues – oppure esprimendo il desiderio di Harrison di vivere nel presente, libero dalla sua precedente identità di "Beatle George", come nel caso di The Light That Has Lighted the World, Who Can See It e, soprattutto, Be Here Now. Il testo di Who Can See It riflette in particolare il disincanto di George nei confronti del suo status pregresso di membro più giovane dei Beatles, "una sorta di fratello minore" per Lennon e Paul McCartney, mentre Sue Me, Sue You Blues è il suo commento alla causa intentata da McCartney nel 1971 agli altri tre Beatles per dissolvere il gruppo come società. In linea con gli insegnamenti di Prabhupada, tutti i traguardi inerenti fama, ricchezza o posizione sociale non significano nulla dal punto di vista del George Harrison del 1972. Persino in canzoni apparentemente "d'amore" come That Is All e Don't Let Me Wait Too Long, Harrison sembra indirizzarsi a una divinità piuttosto che a una persona fisica. Musicalmente, quest'ultima composizione risente dell'influenza dello stile di scrittura di inizio anni sessanta di Brill Building.
Harrison donò la sua quota di diritti d'autore di nove delle undici canzoni incluse in Living in the Material World all'associazione di beneficenza Material World Charitable Foundation da lui fondata. Questa iniziativa si era resa necessaria per le varie ragioni fiscali che avevano ostacolato i suoi sforzi di aiuto nei confronti dei rifugiati del Bangladesh.

## Registrazione

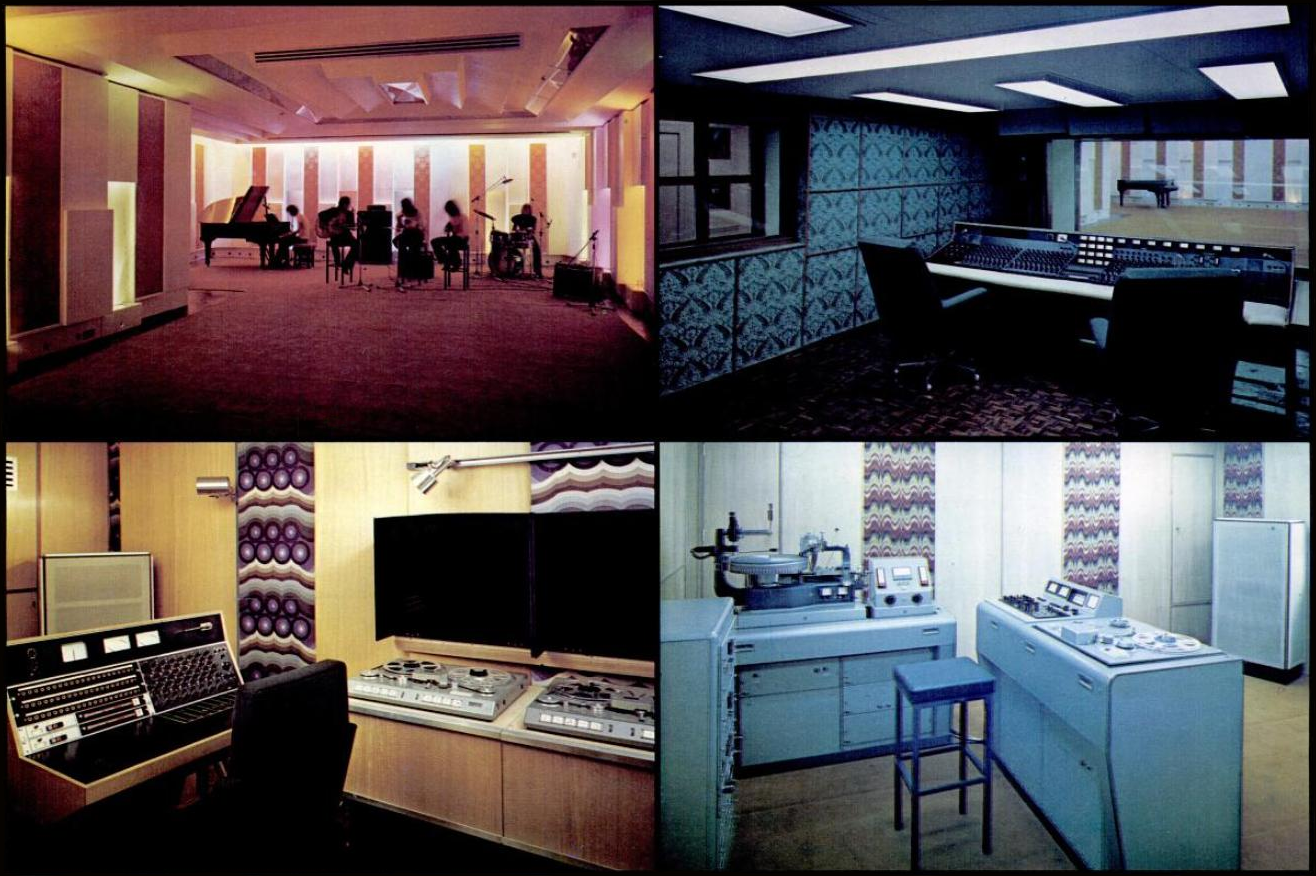
Gli Apple Studios, dove Harrison registrò parte di Living in the Material World

Diversamente da quanto fatto per il suo triplo album del 1970, Harrison si avvalse della collaborazione di un ristretto gruppo di musicisti e amici per le sessioni di registrazione di Living in the Material World. Gary Wright, che condivideva con George la fede spirituale indù, e Klaus Voormann ritornarono rispettivamente a tastiere e basso elettrico, mentre John Barham fornì ancora gli arrangiamenti orchestrali. A loro si aggiunsero Jim Keltner, che aveva impressionato Harrison al concerto per il Bangladesh del 1971, e Nicky Hopkins. Anche Ringo Starr contribuì all'album, insieme a Jim Horn, altro musicista della band del "Concert for Bangladesh". L'ingegnere del suono fu Phil McDonald, che aveva lavorato nello stesso ruolo per All Things Must Pass.
Tutte le parti di chitarra ritmica e solista furono eseguite dal solo Harrison. Gran parte delle tracce base furono incise con Harrison alla chitarra acustica; solamente Living in the Material World, Who Can See It e That Is All includevano delle parti di chitarra elettrica. Pete Ham e il suo compagno nei Badfinger Tom Evans si aggiunsero ai turnisti il 4 e l'11 ottobre, anche se il loro apporto non venne incluso nella versione definitiva dell'album.
Le sessioni si svolsero in parte agli Apple Studios di Londra, ma più frequentemente nello studio di registrazione casalingo di Harrison a Friar Park, secondo Voormann. Il bassista tedesco descrisse le sessioni a Friar Park "intime, rilassate, amichevoli" e molto diverse dalle sedute di registrazione per l'album Imagine di John Lennon alle quali avevano preso parte lui, Harrison e Hopkins nel 1971. Keltner ricorda che Harrison era molto concentrato e "al massimo della forma fisica" durante le sessioni di Living in the Material World, avendo smesso di fumare ed iniziato a recitare il Mālā.
La lavorazione dell'album proseguì fino alla fine di novembre, quando Hopkins partì per la Giamaica per partecipare alle sessioni di registrazione del nuovo album dei Rolling Stones. Durante questo periodo, Harrison co-produsse (insieme a Zakir Hussain e Phil McDonald) un nuovo album dal vivo per Ravi Shankar e Ali Akbar Khan su etichetta Apple Records, In Concert 1972. In aggiunta, appena prima di Natale, George produsse una versione preliminare della canzone Photograph, da lui composta insieme a Ringo Starr.

## Produzione
Dopo aver ospitato Bob Dylan e la moglie Sara a Friar Park, Harrison riprese a lavorare all'album nel gennaio 1973, alla Apple. Sue Me, Sue You Blues, che nel 1971 era stata data al chitarrista Jesse Ed Davis per un suo album, venne re-incisa in questo periodo. Il tema "giudiziario" del brano aveva acquistato nuovo rilievo agli inizi del 1973, dato che Harrison, Lennon e Starr intentarono tutti e tre causa al loro manager Allen Klein, che era stato la causa primaria dei litigi con McCartney. Nello specifico Harrison ce l'aveva con Klein in quanto egli aveva trascurato di registrare in anticipo i concerti del 1971 per il Bangladesh come raccolte fondi di beneficenza, con conseguente rifiuto dell'esenzione fiscale da parte del governo.
Per il resto di gennaio e febbraio, si tennero sessioni per le sovraincisioni sulle tracce base dell'album – comprese tracce vocali, percussioni, slide guitar e sezione fiati. La canzone Living in the Material World ricevette particolare attenzione durante questa fase di produzione, con aggiunte di sitar, flauto e tabla da parte di Zakir Hussain. Il contrasto risultante tra la parte rock e il middle eight in stile indiano enfatizzò la lotta interiore dell'autore tra le tentazioni del mondo materiale e gli obiettivi di elevazione spirituale. Anche la strumentazione di musica classica indiana aggiunta a Be Here Now segnò un raro ritorno di Harrison al genere che lo aveva affascinato nel periodo 1966-68.
Le ultime aggiunte furono le orchestrazioni di Barham e i cori, in The Day the World Gets 'Round, Who Can See It e That Is All, ai primi di marzo. Terminata la lavorazione dell'album, George Harrison partì per Los Angeles per presenziare a una riunione d'affari legata al nome "Beatles" e per iniziare la lavorazione dei rispettivi dischi di Shankar e Starr, Shankar Family & Friends (1974) e Ringo (1973).

## Copertina

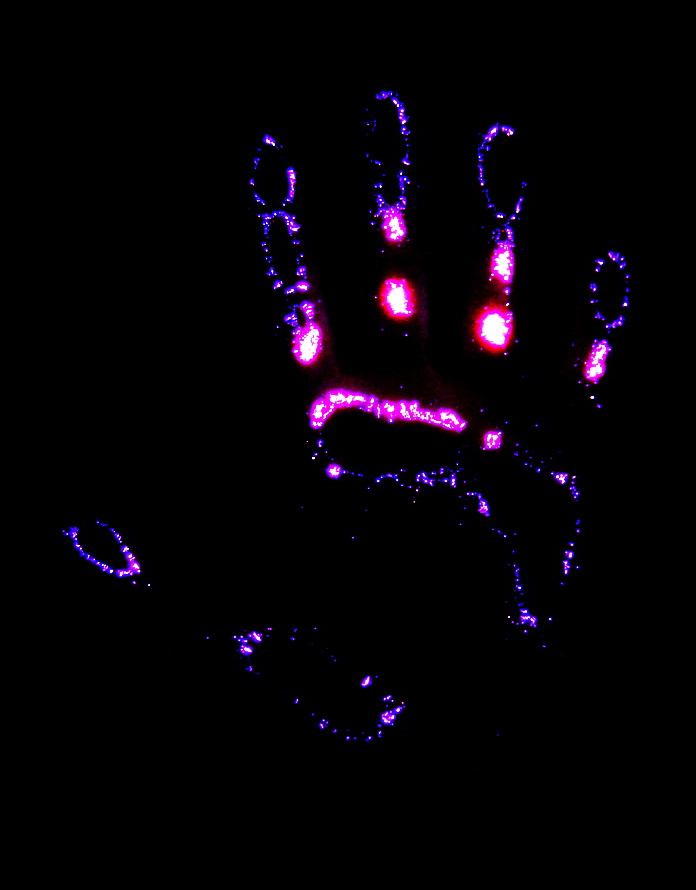
Fotografia di una mano scattata con l'effetto Kirlian, simile a quella utilizzata per la copertina di Living in the Material World.

Come fatto in precedenza per All Things Must Pass e The Concert for Bangladesh, Harrison commissionò l'artwork dell'album a Tom Wilkes, e al suo nuovo socio Craig Baun. La grafica dell'LP fu molto commentata all'epoca della pubblicazione del disco, Stephen Holden della rivista Rolling Stone descrisse l'opera "meravigliosamente confezionata con disegni simbolici e dediche alla gloria di Sri Kṛṣṇa", mentre lo scrittore Nicholas Schaffner ammirò le "colorate rappresentazioni delle scritture indù", sotto forma di dipinti presi da un'edizione pubblicata da Prabhupada della Bhagavadgītā. Riprodotto nel foglio dei testi (sul retro dei quali campeggia un simbolo Oṃ (ॐ) di colore rosso su sfondo giallo), questo dipinto mostra Kṛṣṇa insieme a Arjuna, leggendario guerriero, in un carro, trainato da Uchchaihshravas, il mitico cavallo a sette teste.
Per l'immagine frontale di copertina, Wilkes utilizzò una fotografia Kirlian del palmo della mano di Harrison con un medaglione indù. La foto venne scattata al dipartimento di parapsicologia dell'UCLA, come anche quella usata per il retro di copertina, dove Harrison invece tiene in mano tre monete: un paio di quarti di dollaro ed un dollaro d'argento.
Il pannello sinistro interno, dal lato opposto ai crediti dell'album, mostra Harrison e il gruppo di musicisti – Starr, Horn, Voormann, Hopkins, Keltner e Wright – seduti lungo una tavolata, imbandita con cibo e vino, in una deliberata parodia dell'affresco dell'Ultima cena di Leonardo da Vinci. La fotografia venne scattata da Ken Marcus in California presso la dimora in stile Tudor dell'avvocato Abe Somer. Harrison è vestito da prete, tutto in nero (e in altri scatti della stessa seduta indossa anche una mitra da vescovo), con alla vita un cinturone da cowboy con una Colt a sei colpi – "evidente l'intento blasfemo nei confronti della chiesa cattolica, e la critica della violenza e del materialismo percepiti in essa", già presi di mira da Harrison nella canzone Awaiting On You All inclusa nel suo precedente album All Things Must Pass.

## Pubblicazione

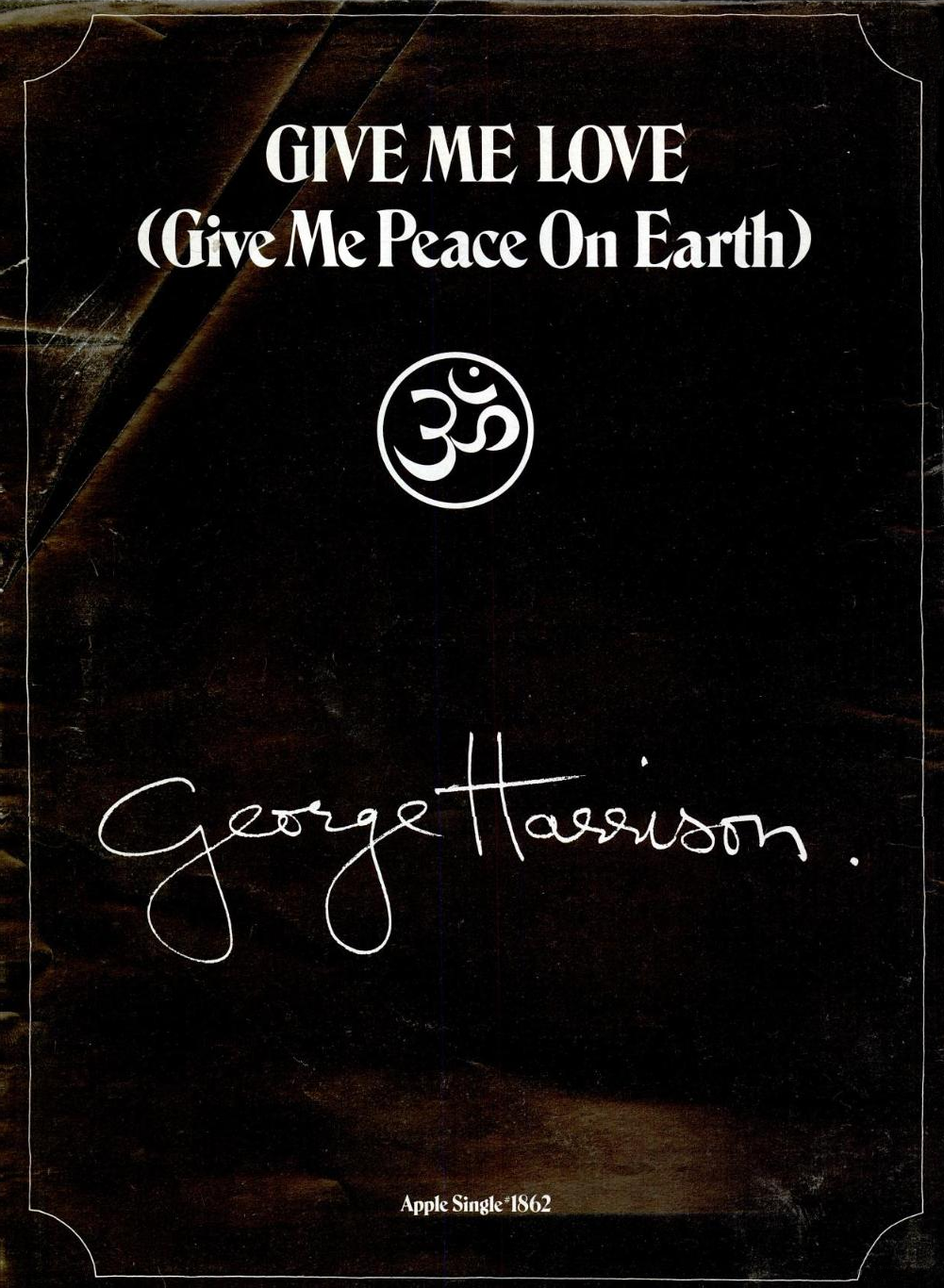
Pubblicità per il singolo Give Me Love (Give Me Peace on Earth), maggio 1973

A causa del lungo periodo occorso per la registrazione, Living in the Material World fu pubblicato il 30 maggio 1973 negli Stati Uniti (n. cat. SMAS 3410), e il 22 giugno nel Regno Unito (PAS 10006). Preceduto dal singolo Give Me Love (Give Me Peace on Earth), che divenne il secondo numero 1 in classifica negli Stati Uniti per Harrison.
Il disco riscosse un immediato successo commerciale, debuttando alla posizione numero 11 della classifica Billboard Top LPs & Tape e raggiungendo il primo posto il 23 giugno, scalzando dalla vetta l'album Red Rose Speedway di Paul McCartney & Wings. Living in the Material World restò in cima alla classifica statunitense per cinque settimane di fila, venendo certificato disco d'oro dalla RIAA con oltre 500,000 copie vendute nei primi due giorni di pubblicazione. In Gran Bretagna, l'album raggiunse la seconda posizione in classifica. Nonostante le alte vendite iniziali, il successo dell'album iniziò a scemare velocemente in parte a causa della scelta "anomala" di cancellare la pubblicazione di un secondo singolo estratto dal disco, Don't Let Me Wait Too Long; e in parte a causa di alcune recensioni negative. Altra stranezza dal punto di vista commerciale, fu la decisione di Harrison di non effettuare nessun concerto a supporto dell'opera; l'unica sua apparizione pubblica in Inghilterra fu per accompagnare Prabhupada in una processione religiosa nel centro di Londra, l'8 luglio. Secondo l'autore Bill Harry, l'album ha venduto circa tre milioni di copie.

## Accoglienza
L'album ed il singolo estratto, Give Me Love (Give Me Peace on Earth), ebbero un immediato successo, raggiungendo la numero 1 per entrambi negli USA, numero 2 e 8 in Gran Bretagna; l'album raggiunse inoltre la prima posizione nella Billboard 200 per cinque settimane ed in Canada per sei settimane, la seconda in Australia, Svezia e Regno Unito, la quarta in Italia e Norvegia, la quinta in Olanda, l'ottava in Spagna, la nona in Giappone e la decima in Francia.
Nonostante l'importante successo commerciale, la critica non fu benevola nei confronti di questo album poiché ad Harrison venne rimproverato soprattutto l'utilizzo di temi e argomenti di carattere spirituale. Pertanto, anche a causa di queste veementi critiche, le vendite del disco calarono bruscamente dopo circa due mesi dalla pubblicazione e l'album uscì dalle classifiche di vendita in un periodo relativamente breve. Al contrario, a posteriori l'album riscuote recensioni positive e viene considerato uno dei lavori più importanti del George Harrison solista.

### Recensioni contemporanee
Simon Leng descrisse Living the Material World come "uno dei dischi più attesi del decennio" e la sua pubblicazione "un evento". Talmente alte erano le aspettative dei critici, che Stephen Holden iniziò la sua ampiamente favorevole recensione dell'album su Rolling Stone con le parole "alla fine eccolo qui", prima di proseguire definendo la nuova uscita di Harrison "un classico pop" e un "disco profondamente seducente". "L'album non è solo un evento commerciale", egli scrisse, "è il più coinciso e universale lavoro mai concepito da un ex-Beatle sin da John Lennon/Plastic Ono Band (1970)". Billboard fece notare due tematiche principali presenti nell'album – "i Beatles e il sottotesto della loro lotta spirituale" – e descrisse le prove vocali di Harrison di "primo livello".
Due settimane prima della pubblicazione del disco in Gran Bretagna, Melody Maker pubblicò un'estesa anteprima di Living in the Material World da parte del loro corrispondente di New York, Michael Watts. Quest'ultimo scrisse che "l'impressione più straordinariamente immediata lasciata dall'album concerne i testi", che, sebbene a volte "solenni e pii", sono "più interessanti" di quelli di All Things Must Pass, dato che Material World è  "personale, alla sua maniera, tanto quanto qualsiasi altra cosa fatta da Lennon". Nel descrivere "un'ottima scelta", in considerazione della natura dei testi, lo stile di produzione più sobrio dell'album, Watts concluse: "Harrison mi ha sempre colpito principalmente come scrittore di canzoni pop molto eleganti; ora è qualcosa di più di un intrattenitore. Ora è onesto."
Mentre Holden dichiara che, secondo lui, di tutti e quattro i Beatles, Harrison è quello che ha proseguito l'eredità "più preziosa dei Beatles" – cioè, "l'aura spirituale che il gruppo aveva acquisito a partire dal White Album" – altri recensori obiettarono invece che c'era troppa "religiosità" in Living in the Material World. Questa critica in particolare fu frequente soprattutto in Gran Bretagna, dove nell'estate del 1973, l'autore Bob Woffinden scrisse, "la bolla di protezione da Beatle di George era senza dubbio scoppiata" e anche per ognuno dei suoi ex compagni di band; il suo "piedistallo da santo" ora era "un luogo esposto, niente affatto confortevole dove stare".
Su NME, Tony Tyler iniziò la sua recensione dichiarando quanto avesse a lungo idolatrato Harrison considerandolo "il miglior oggetto confezionato sin dalla pizza surgelata", ma che aveva drasticamente cambiato idea in anni recenti; dopo il magnifico All Things Must Pass, Tyler proseguì, "l'indegnità dei miei pensieri eretici mi colse al tempo dei concerti per il Bangladesh". Tyler liquidò Material World con la sentenza: "[È] piacevole, competente, vagamente ottuso ed inoffensivo. È anche straordinariamente poco originale e - almeno a livello lirico - rigido, ripetitivo e così dannatamente santo da farmi venire voglia di urlare." Il recensore concluse: "Non ho dubbi che il disco venderà tonnellate di copie e che George donerà tutti i profitti ai Bengalesi affamati e mi farà sentire come il cinico squalido e meschino che indubbiamente sono." Anche Robert Christgau recensì negativamente l'album su Creem, dando al disco una "C" e scrivendo che "Harrison canta come se stesse facendo l'imitazione di un sitar". Nel loro libro del 1975 The Beatles: An Illustrated Record, Tyler e Roy Carr biasimarono Harrison per "l'imposizione didattica [delle] sue sante memorie a poveri ed innocenti collezionisti di dischi" e dichiararono le tematiche spirituali dell'album "offensive, a loro modo, tanto quanto il radicalismo politico di Lennon & Yōko Ono in Some Time in New York City (1972)."
Da parte sua, Harrison anticipò le critiche per la troppa spiritualità dei testi dell'album, dichiarando alla rivista Melody Maker nel settembre 1971 a proposito dei critici musicali: «Si sentono minacciati quando parli di qualcosa che non sia giusto "be-bop-a-lula". E se dici le parole "Dio" o "Signore", gli si rizzano i capelli in testa».
Secondo il critico neozelandese Graham Reid, riguardo alla religiosità dell'album, "spesso la musica è una guida più veritiera del senso dei testi rispetto alle parole stesse. Harrison non è un grande scrittore di parole, ma è un musicista eccezionale. Tutto scorre, tutto si intreccia. Le sue melodie sono così superbe che si prendono cura di tutto... ". Come Holden, Nicholas Schaffner approvò l'iniziativa di George Harrison di donare la sua quota di diritti d'autore alla Material World Charitable Foundation e lodò le "sottigliezze musicali squisite" presenti nel disco. Sebbene i "dogmi trascendentali" non siano sempre di suo gusto, Schaffner riconobbe la grande ricercatezza stilistica di Living in the Material World.
Tralasciando le tematiche religiose e spirituali dell'album, furono generalmente molto apprezzate la produzione e la musica in esso contenute. Schaffner scrisse: "Sicuramente Phil Spector non ha mai avuto un allievo più attento." Carr & Tyler lodarono il "superbo accompagnamento di Harrison alla chitarra slide", e gli assolo in Give Me Love, The Lord Loves the One, The Light That Has Lighted the World e Living in the Material World sono stati definiti tra le prove più esemplari dell'ex-Beatle allo strumento in tutta la sua carriera. Nel suo libro The Beatles Apart (1981), Bob Woffinden scrisse: "Quelli che si fermano a contestare i testi, o Harrison stesso, si perdono della grande musica, spesso eccellente." Woffinden descrisse l'album "veramente bello", e affermò come l'unico errore di Harrison fosse stato "l'aver aspettato troppo tempo prima di pubblicarlo e dare così un successore ai suoi dischi del 1970-71".

### Recensioni moderne
| Recensione      | Giudizio |
| --------------- | -------- |
| AllMusic        | [ 141 ]  |
| Rolling Stone   | [ 142 ]  |
| Blender         | [ 143 ]  |
| Classic Rock    | [ 144 ]  |
| Ondarock        | [ 145 ]  |
| Mojo            |          |
| MusicHound Rock | [ 146 ]  |
| PopMatters      |          |
| The Music Box   | [ 147 ]  |
| Music Story     | [ 148 ]  |

Nei decenni successivi alla pubblicazione dell'album, Living in the Material World si guadagnò la reputazione di "blockbuster dimenticato" – termine usato da Simon Leng, e riportato da altri commentatori quali Robert Rodriguez e Bruce Eder di AllMusic. Quest'ultimo descrisse "un capolavoro minore sottovalutato" il disco del 1973 di Harrison, che "rappresenta il suo apice come musicista e compositore". John Metzger di The Music Box definì Material World il "più sottovalutato e trascurato album della carriera di Harrison", aggiungendo che esso "si coalizza attorno alle sue canzoni ... e la bellezza zen che emana dagli inni a un potere superiore, inevitabilmente, si trasforma in un'influenza delicata e seducente."
Scrivendo su Rolling Stone nel 2002, Greg Kot trovò l'album "tristemente monocromatico" se paragonato al suo predecessore, mentre Zeth Lundy di PopMatters, scrisse che l'opera soffriva di "un tratto distintivo più anonimo" rispetto alla "cattedrale sonora" di All Things Must Pass. Recensendo la carriera solista di Harrison sulla rivista Goldmine nel 2002, Dave Thompson considerò il disco allo stesso livello di All Things Must Pass, scrivendo: "Anche se la storia insiste a dire che Living in the Material World non poteva fare a meno di essere eclissato dal suo antenato gigantesco, ascoltando insieme i due album e utilizzando la funzione "shuffle" del lettore CD, è difficile scegliere quale sia il disco migliore."
Chris Ingham nella sua The Rough Guide to The Beatles del 2003, riconosce che Living in the Material World possegga, a tratti, notevoli grazia e bellezza, ma conclude scrivendo: "Chi trova noiosi brani come Long, Long, Long o le grandi ballate di All Things Must Pass, potrebbe non avere sufficiente pazienza per il tono ombroso e sconcertante dell'album".
Nella sua recensione della ristampa del 2006 di Living in the Material World, Tom Doyle sulla rivista Q, elogiò le ballate presenti nell'album, come The Light That Has Lighted the World e Be Here Now, e suggerì che "lo scorrere del tempo aiuta a svelare la bellezza dell'opera". Mat Snow sulla rivista Mojo scrisse che l'album contiene "almeno due capolavori", le tracce Don't Let Me Wait Too Long e The Day the World Gets 'Round, e concluse dicendo come il resto dell'album "fosse Harrison nel suo massimo periodo da predicatore, ma nondimeno sempre in ottima forma come musicista." In un'altra recensione datata 2006, per il sito internet Vintage Rock, Shawn Perry scrisse che Material World può sembrare "più sobrio ed immediato senza il "muro del suono" del suo predecessore, ma il suo flusso ed eleganza sono inconfondibili". Perry ammira lo stile chitarristico di Harrison alla slide guitar e conclude definendo il disco un "classico sottovalutato". Scrivendo per la rivista Uncut nel 2008, David Cavanagh descrisse Living in the Material World forse "un po' troppo mistico e religioso, ma comunque un album da avere se vi piace la buona musica".
Nel recensire la ristampa dell'album del 2014, Chaz Lipp scrisse che "questo classico da primo posto in classifica, in termini di produzione, è preferibile senza dubbio al suo predecessore", aggiungendo: "La sinuosa Sue Me, Sue You Blues, la galoppante title track, e l'ascendente Don't Let Me Wait Too Long si posizionano tra le cose migliori di Harrison." Alex Franquelli di PopMatters lo definisce "un successore di peso" a All Things Must Pass e scrive come l'album "sollevi la barra della consapevolezza sociale che era stata solo leggermente sfiorata nel disco precedente". Franquelli conclude: "È un'opera che gode di uno sviluppo dinamico più elaborato, in cui gli strati sono tenuti insieme dall'abile lavoro di Harrison dietro il banco di mixaggio." In un'altra recensione del 2014, Paul Trynka scrisse su Classic Rock: "In tutti questi anni, è il suo album più apertamente spirituale che brilla ancora oggi ... Le canzoni più conosciute, come Sue Me, Sue You Blues (dedicata al rapace Allen Klein), resistono bene, ma sono le tracce più sobrie – Don't Let Me Wait Too Long, Who Can See It – che colpiscono di più: meravigliose canzoni pop, tanto più forti per la loro stessa misura." Trynka prosegue descrivendo Be Here Now un "capolavoro e il vertice del disco".
Tra i vari biografi dei Beatles, Alan Clayson approvò lo stile produttivo di Material World "più simile a quanto fatto da George Martin per i dischi della band", dopo gli "eccessi" spectoriani di All Things Must Pass. All'interno di un contesto maggiormente sobrio, Clayson aggiunse, Harrison rivendica il titolo di "re della chitarra slide rock 'n' roll", oltre a fornire la "sua migliore prestazione canora di sempre" in Who Can See It. Inoltre, Rodriguez lodando lo stile produttivo più scarno, scrisse che esso permetteva alle melodie dell'ex-Beatle di respirare dando loro più spazio per dispiegarsi, e giudicò "stellare" la tecnica chitarristica di Harrison. Peter Lavezzoli descrisse l'album "una raccolta di canzoni ispirate che contiene alcuni dei migliori brani di Harrison, in particolare la ballata Who Can See It, anche se un po' troppo esageratamente in stile Roy Orbison."
Leng dichiarò che Living in the Material World era il suo disco preferito in assoluto tra gli album solisti di George Harrison. Secondo Leng, con la commistione della provocatoria canzone di "protesta" The Day the World Gets 'Round, l'anti-divistica The Lord Loves the One, e la "perfetta confezione pop" in Give Me Love e Don't Let Me Wait Too Long, Living in the Material World è l'ultimo album a catturare lo spirito libertario ed idealista degli anni sessanta. Anche Eder riconosce il messaggio utopico presente in Material World, scrivendo: "Persino nell'estate del 1973, dopo anni di guerra e disillusioni, alcuni di noi erano ancora in cerca – o speravano - di ricevere la salvezza dal concetto di pace e amore".

## Tracce

### Versione originale
Tutte le canzoni sono scritte da George Harrison.
Lato A
1. Give Me Love (Give Me Peace on Earth) – 3:36
2. Sue Me, Sue You Blues – 4:48
3. The Light That Has Lighted the World – 3:31
4. Don't Let Me Wait Too Long – 2:57
5. Who Can See It – 3:52
6. Living in the Material World – 5:31

Lato B
1. The Lord Loves the One (That Loves the Lord) – 4:34
2. Be Here Now – 4:09
3. Try Some, Buy Some – 4:08
4. The Day the World Gets 'Round – 2:53
5. That Is All – 3:43

### Ristampa del 2006

#### Tracce bonus
1. Deep Blue (lato B del singolo Bangla Desh, 1971)
2. Miss O'Dell (lato B del singolo Give Me Love (Give Me Peace on Earth), 1973)

#### Materiale aggiuntivo
La versione Deluxe CD+DVD contiene inoltre:
- Cofanetto Deluxe
- Libretto speciale di 40 pagine con fotografie esclusive, note e testi
- DVD contenente:
  - Give Me Love (Give Me Peace on Earth) live in Giappone, 1991
  - Living in the Material World - cortometraggio del 1973
  - Versioni inedite di Miss O'Dell e Sue Me, Sue You Blues con animazioni.

## Formazione
- George Harrison – voce, chitarre, chitarra solista, dobro, sitar, armonie vocali; armonica a bocca (solo nella versione del 2006)
- Nicky Hopkins – piano, piano elettrico, arpicordo
- Gary Wright – organo, armonium, piano elettrico, piano
- Klaus Voormann – basso, sassofono tenore
- Jim Keltner – batteria, percussioni
- Ringo Starr – batteria, percussioni
- Jim Horn – sassofoni, flauto, arrangiamenti dei fiati
- Zakir Hussain – tabla
- John Barham – arrangiamenti orchestrali e corali
- Leon Russell – piano in Try Some, Buy Some
- Jim Gordon – batteria, tamburino in Try Some, Buy Some
- Pete Ham – chitarra acustica in Try Some, Buy Some

Produzione
- George Harrison - produttore
- Phil Spector - produttore in Try Some, Buy Some